# Álvaro Darío Alonso Llanes
Álvaro Darío Alonso Llanes (Montevideo, Uruguay, 25 de marzo de 1984) es un futbolista uruguayo que habitualmente juega de lateral izquierdo, aunque puede hacerlo como volante por izquierda. Actualmente juega en Club Sportivo Cerrito.

## Trayectoria
Nació futbolísticamente en Peñarol, y debutó en primera división en el 2002 donde permaneció hasta el 2005. Al siguiente año jugó en Progreso hasta el 2008. En el 2009 vistió la casaca de Rampla Juniors hasta 2010 donde emigró a Argentina para vincularse a Gimnasia y Esgrima de Jujuy, y retornó nuevamente en 2011 a Rampla Juniors. En el mercado de fichajes de 2012 vuelve a emigrar hacia Ecuador, donde defiende al equipo River Plate Ecuador hasta fines de la temporada 2013. En el mercado de fichajes de 2014, vuelve a Uruguay, para defender la camiseta de Racing Club de Montevideo. Luego tiene un breve pasaje por Uruguay Montevideo Football Club, en la actualidad está vinculado futbolísticamente con el Club Sportivo Cerrito.

## Selección nacional
Participó con la selección uruguaya sub-17 en el año 2001 jugando el Campeonato Sudamericano Sub-17 de 2001 en Arequipa, Perú, y en el año 2003 jugó el Campeonato Sudamericano Sub-20 de 2003 en Montevideo, Uruguay.

## Clubes
| Club                        | País      | Año           |
| --------------------------- | --------- | ------------- |
| Peñarol                     | Uruguay   | 2002-2005     |
| Progreso                    | Uruguay   | 2006-2008     |
| Rampla Juniors              | Uruguay   | 2009          |
| Gimnasia y Esgrima de Jujuy | Argentina | 2010          |
| Rampla Juniors              | Uruguay   | 2011          |
| River Plate de Ecuador      | Ecuador   | 2012-2013     |
| Racing de Montevideo        | Uruguay   | 2014          |
| Uruguay Montevideo          | Uruguay   | 2014          |
| Cerrito                     | Uruguay   | 2015-presente |